# Čunovo
Čunovo (deutsch Sarndorf, ungarisch Dunacsún bzw. bis 1907 Csún, kroatisch Čunovo) ist ein Stadtteil im Süden Bratislavas mit 1751 Einwohnern (Stand 31. Dezember 2022).

## Geographie
Der Stadtteil befindet sich im slowakischen Donautiefland auf der rechten Seite der Donau und umfasst einen Teil des Staubeckens Hrušov sowie das Wehr Čunovo des Wasserkraftwerks Gabčíkovo und liegt an den Grenzen zu Ungarn und zu Österreich und zugleich am Dreiländereck Österreich-Slowakei-Ungarn. Čunovo liegt auf einer Höhe von 130 m n.m. und ist 18 Kilometer vom Stadtzentrum Bratislavas entfernt (Straße).
Nachbarstadtteile/-gemeinden sind über einen Berührungspunkt Podunajské Biskupice im Norden, Kalinkovo im Nordosten, Hamuliakovo im Osten, das ungarische Rajka im Süden, das österreichische Deutsch Jahrndorf im Westen und Rusovce im Nordwesten.

## Beschreibung und Geschichte
Der Ort wurde 1232 als Chun zum ersten Mal erwähnt. Im Zuge der Türkenkriege wanderten im 16. Jahrhundert viele Kroaten in den Ort ein, diese stellen auch heute noch eine starke Minderheit im Ort. Bis 1947 gehörte der Ort zusammen mit den zwei Nachbarorten Rusovce und Jarovce zu Ungarn und kamen als Folge des Zweiten Weltkrieges zur Tschechoslowakei (siehe dazu auch Bratislavaer Brückenkopf), Der bis dahin selbstständige Ort wurde am 1. Januar 1972 ein Stadtteil Bratislavas.
Sehenswert ist eine Kirche im barocken Stil aus dem 18. Jahrhundert sowie das 2000 eröffnete Danubiana Meulensteen Art Museum am Staudamm inmitten der Donau.

## Bevölkerung
Nach der Volkszählung 2011 wohnten im Stadtteil Čunovo 1010 Einwohner, davon 778 Slowaken, 124 Kroaten, 66 Magyaren, 13 Tschechen, neun Deutsche und zwei Ukrainer. Zwei Einwohner gaben eine andere Ethnie an und 16 Einwohner machten keine Angabe zur Ethnie.
783 Einwohner bekannten sich zur römisch-katholischen Kirche, 20 Einwohner zur Evangelischen Kirche A. B., fünf Einwohner zur reformierten Kirche, vier Einwohner zur griechisch-katholischen Kirche, jeweils drei Einwohner zur evangelisch-methodistischen Kirche und zur orthodoxen Kirche sowie jeweils zwei Einwohner zu den Zeugen Jehovas und zur tschechoslowakischen hussitischen Kirche. Drei Einwohner bekannten sich zu einer anderen Konfession, 150 Einwohner waren konfessionslos und bei 35 Einwohnern wurde die Konfession nicht ermittelt.
|  |  |

## Weblinks

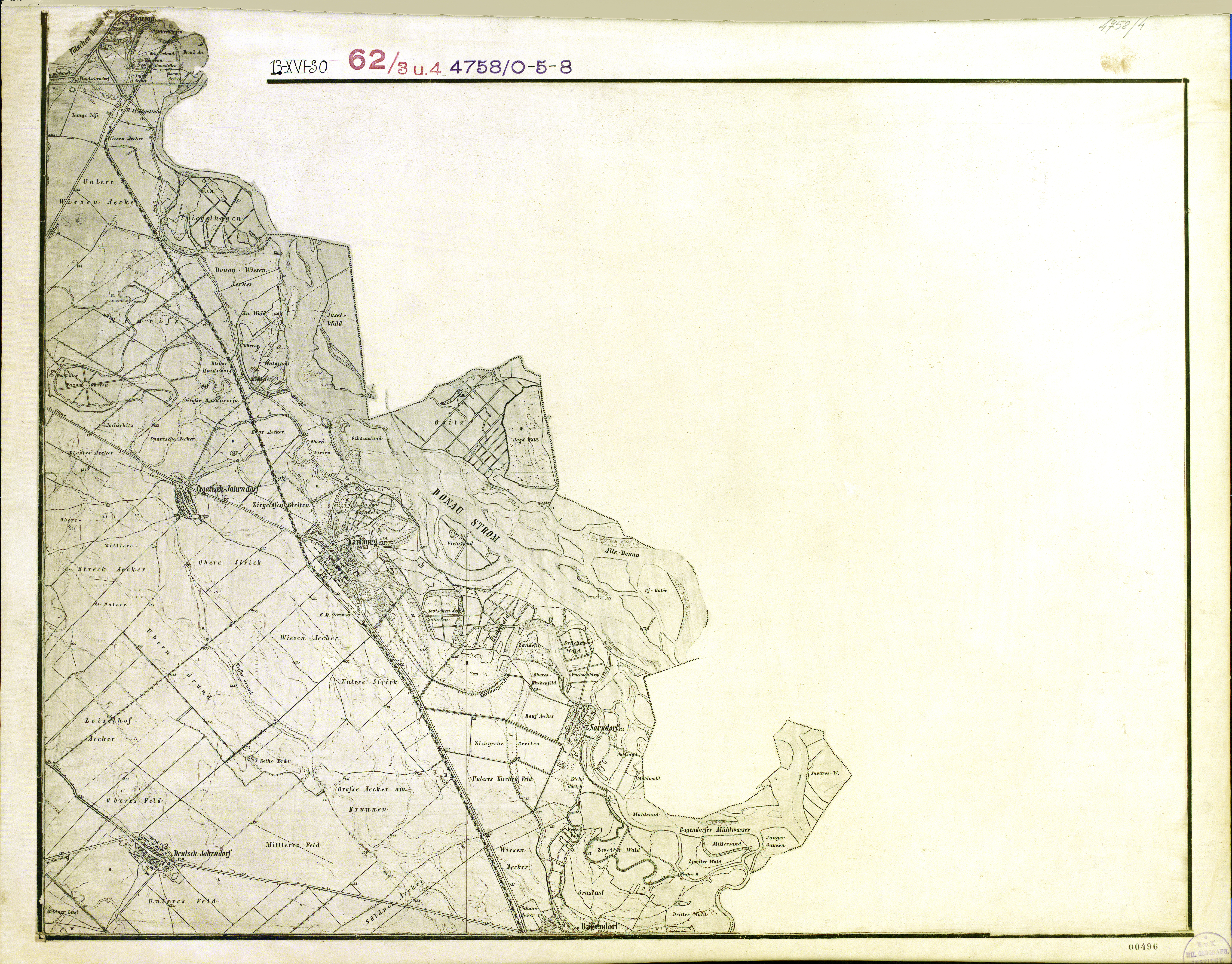
Sarndorf/Čunovo und Umgebung (Mitte unten) um 1873 (Aufnahmeblatt der Landesaufnahme)